# 古巴圣地亚哥东方大学
古巴聖地亞哥東方大學（西班牙語：Universidad de Oriente - Santiago de Cuba，簡稱UO）是一所位於古巴圣地亚哥的大學。它創立於1947年，內設11個學院。因所在地圣地亚哥是古巴以前的东方省（Provincia Oriente）省会而得名。

## 架構
大學中的11個學院為：
- 社會學院
- 人文學院
- 法律學院
- 經濟及管理學院
- 理學院
- 數學及電腦科學學院
- 遙距教育學院
- 化學工程學院
- 機械工程學院
- 電機工程學院
- 建築學院

## 外部連結
- 古巴聖地亞哥東方大學網站（页面存档备份，存于）

（西班牙文）